# Ápio Cláudio Nero
Ápio Cláudio Nero (em latim: Appius Claudius Nero) foi um magistrado romano da gente patrícia dos Cláudios e conhecido por seu papel na Revolta Ibérica de 197-195 a.C..

## Carreira
Depois de exercer algumas magistraturas do cursus honorum, Cláudio Nero foi eleito pretor em 196 a.C. e, no ano seguinte, recebeu o comando da província da Hispânia Ulterior como propretor, na época em revolta contra os romanos. Além da legião que recebeu de seu antecessor, Quinto Fábio Buteão, contou ainda com 2 000 soldados e 200 cavaleiros a mais como reforço. 
Em 189 a.C., foi um dos decênviros enviados para a Ásia para cuidar dos assuntos romanos na região.